# Sébastien Schemmel
Sébastien Schemmel (* 2. Juni 1975 in Nancy) ist ein ehemaliger französischer Fußballer. Zuletzt spielte er beim AC Le Havre.

## Karriere
Sébastien Schemmel begann seine Karriere beim AS Nancy. Nachdem er sich dort keinen Stammplatz erarbeiten konnte, wechselte er zum Rivalen FC Metz. Nach zwei Jahren in Metz wagte Schemmel den Sprung ins Ausland und wechselte für eine sechsstellige Ablösesumme zum damaligen englischen Premier-League-Klub West Ham United. 2003 stieg er mit dem Klub aus der Premier League ab. Daraufhin wechselte Schemmel zum FC Portsmouth, der damals zuvor in die Premier League aufstieg. Im Januar 2005 kehrte Schemmel zurück in seine französische Heimat zurück und heuerte beim Zweitligisten AC Le Havre an. Nach nur einem halben Jahr beendete Schemmel seine aktive Karriere.